# Роминешть-Вале
Роминешть-Вале, Роминешті-Вале (рум. Românești-Vale) — село у повіті Ботошані в Румунії. Входить до складу комуни Роминешть.
Село розташоване на відстані 374 км на північ від Бухареста, 42 км на схід від Ботошань, 67 км на північний захід від Ясс.